# Ulrich Oesingmann
Ulrich Hermann Wilhelm Oesingmann (* 2. Mai 1940 in Dortmund) ist ein deutscher Mediziner und ärztlicher Standespolitiker.

## Leben
Oesingmann studierte Medizin in Münster, Wien und Köln. Er wurde Mitglied der Burschenschaft der Pflüger Halle zu Münster. 1967 wurde er zum Dr. med. promoviert. Von 1970 bis 2003 war er als praktischer Arzt und seit 1963 als Facharzt für Allgemeinmedizin niedergelassen. Oesingmann wurde 1977 in die Vertreterversammlung und zugleich in den Vorstand der Kassenärztlichen Vereinigung (KV) Westfalen-Lippe gewählt. Von 1985 bis 2001 war er deren Erster Vorsitzender und Mitglied im Vorstand der Kassenärztliche Bundesvereinigung (KBV). Von 1989 bis 1993 amtierte er als deren Vorsitzender. Von 1995 bis 2011 war er Präsident im Bundesverband der Freien Berufe.
Oesingmann engagierte sich für die wissenschaftlich fundierte Allgemeinmedizin und den Ausbau der Prävention und Rehabilitation.

## Ehrungen
- 1991: Bundesverdienstkreuz am Bande[2]
- 2001: Ehrenvorsitzender der Kassenärztlichen Vereinigung Westfalen-Lippe
- 2003: Bundesverdienstkreuz 1. Klasse[3]
- 2009: Hartmann-Thieding-Medaille[4][5]
- 2010: Großes Verdienstkreuz des Verdienstordens der Bundesrepublik Deutschland
- 2011: Ludwig-Sievers-Medaille
- 2012: Ehrenpräsident des Bundesverbandes der Freien Berufe

## Veröffentlichungen
- G. Ollenschläger, C. Thomeczek, H. Kirchner, U. Oesingmann, FW. Kolkmann, R. Kunz: The German Guidelines Clearing House (GGC) – Rationale, Aims and Results. (PDF; 1,7 MB) In: Proc R Coll Phys Edinb, 2001, 31 (Suppl 9), S. 59–64